# Brugs Ommeland (tijdschrift)
Brugs Ommeland is een historisch en heemkundig tijdschrift dat sinds 1961 in Brugge verschijnt. Het wordt gepubliceerd door het Brugs Ommeland-Koninklijke Heemkundige Kring Maurits Van Coppenolle vzw. 

## De redactiesecretaris
- tot 1976: Jozef Penninck,
- 1976-1998: Marc Ryckaert,
- vanaf 1998: Jan D'hondt, stadsarchivaris van Brugge.

## De inhoud
De uitgebreide lijst van artikels en bijdragen verschenen in het tijdschrift van 1961 tot 2010 is te vinden op: https://web.archive.org/web/20170315085430/http://geschiedenisbrugge.brugseverenigingen.be/BrugsOmmelandtijdschrift